# Continental Motors, Inc.
Continental Motors, Inc. es un fabricante de motores aeronáuticos localizado en el complejo industrial Brookley Aeroplex, en Mobile, Alabama. Nació en 1929 como una división de Continental Motors Company y fue propiedad de Teledyne Technologies hasta diciembre de 2010. La compañía ahora es parte de AVIC International, la cual es propiedad del gobierno de la República Popular China.
A pesar de que Continental es más bien conocida por sus motores para aviones livianos, también fue contratada para producir el motor V12 enfriado por aire AV-1790-5B a gasolina para el tanque M47 Patton y el motor diésel AVDS-1790-2A y sus derivados para los tanques M48, M60 Patton y Merkava. La compañía también produjo motores para varios fabricantes independientes de automóviles, tractores y equipo estacionario (bombas, generadores, etc.) desde 1929 hasta la década de 1960.